# Escola Magnet

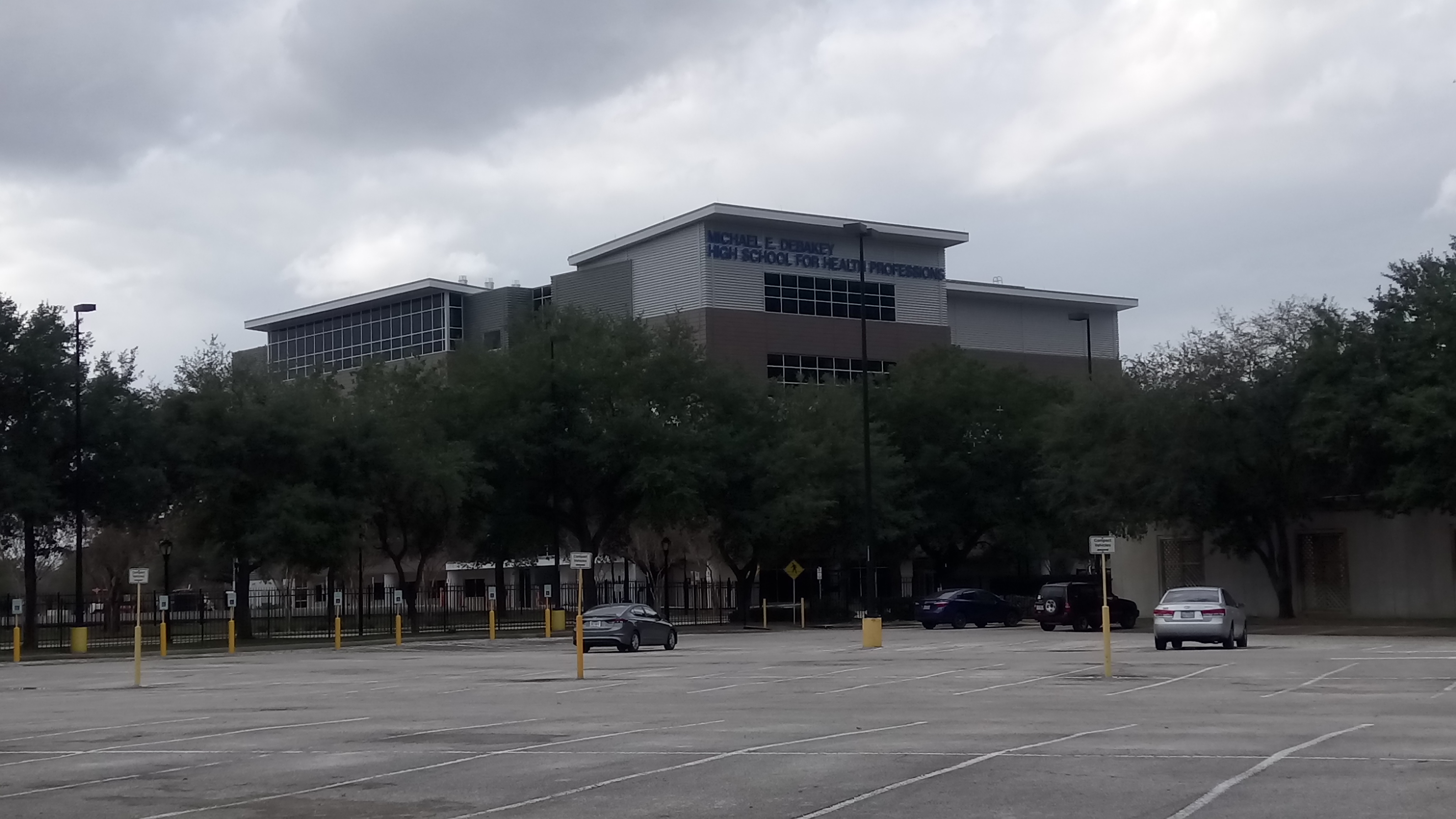
L'Institut DeBakey de Houston, Texas, és una escola Magnet especialitzada en ciències mèdiques

Una escola Magnet és una escola que incorpora un projecte d'innovació educativa pensat per impulsar escoles que requereixen una atenció específica per convertir-les en centres de referència al seu barri. Aquest tipus de centres van ser ideats als Estats Units als anys setanta del segle xx, amb l'objectiu de revitalitzar les escoles amb un índex elevat de segregació racial, des de primària fins a secundària. Amb el temps s'han convertit en referents d'excel·lència i als centres amb problemes de segregació han aconseguit millorar la seva imatge i els seus resultats educatius. Progressivament, el projecte s'ha anat estenent a altres països. A Catalunya la Fundació Bofill lidera el projecte des de 2013, en col·laboració amb diverses institucions culturals i científiques.

## Història

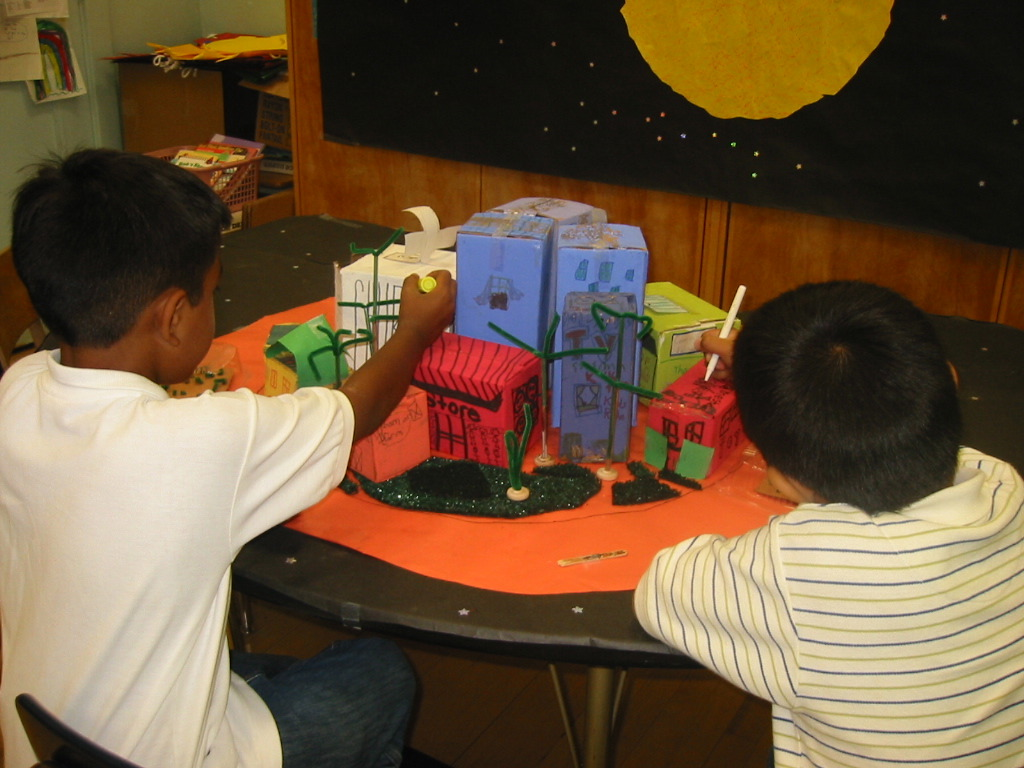
Estudiants de 2n grau en una Escola Magnet de Los Angeles fent un projecte artístic. Després d'estudiar l'entorn físic del planeta Mart, dissenyen una comunitat marciana sostenible.

Les Escoles Magnet van sorgir als Estats Units durant els anys setanta del segle XX com una estratègia per a evitar la segregació racial a l'escola públic. Van ser regulades per la llei americana Sec. 5301 de l'Educació Elemental i Secundària, amb l'objectiu de mitigar el fenomen de migració interna sorgit als Estats Units durant la segona meitat del segle xx, conegut amb el nom de White Flight.
Al principi, els districtes van intentar crear plans per tal de mantenir l'equilibri racial a les escoles organitzant sistemes de transport escola, o construint escoles més properes als nous barris construïts als afores de les ciutats. Posteriorment es va intentar implementar el concepte d'Escola Oberta, que va tenir molta força a partir dels anys 70, dins d'un moviment pedagògic que volia repensar tot el sistema educatiu. Aquestes escoles estaven caracteritzades per un rol més actiu dels pares, on es donava més autonomia a l'aprenentatge, on el nen era el centre i on es promovia una avaluació no-competitiva, centrada en l'infant. Les Escoles Magnet són un dels projectes més reeixits sorgit del Moviment de les Escoles Obertes. Va ser proposat inicialment el 1971 per l'educador Nolan Estesm superintendent del districte escolar de Dallas. El Magnet Schools Assistance Program va ser desenvolupat durant els anys 80 i animava a les escoles a evitar de facto la segregació racial als centres. Es van finançar aquelles escoles que implementaven el model, que permetia reduir l'aïllament escolar per motius racials.
Les escoles Magnet solen acceptar gent independentment del seu origen geogràfic, amb l'objectiu de reduir la segregació racial de les àrees més pobres. Per encoratjar aquesta segregació racial, les escoles Magnet desenvolupa projectes específics, amb la voluntat que aquestes minories tinguin un coneixement més fort tant de temes acadèmics com d'habilitats vocacionals, convertint-se en un model escolar on assolir l'èxit escolar en un entorn d'aprenentatge divers.

## A Catalunya
A Catalunya la Fundació Bofill lidera un projecte amb el mateix nom, que el 2013 va començar amb tres escoles i un institut català i que progressivament ha anat ampliant. Consisteix en un projecte d'innovació educativa pensat per impulsar escoles que requereixen una atenció específica per convertir-les en centres de referència al seu barri. Hi col·laboren institucions com el Museu d'Art Contemporani de Barcelona o l'ICP de Sabadell, entre d'altres.